# Melaleuca ochroma
Melaleuca ochroma är en myrtenväxtart som beskrevs av Lepschi. Melaleuca ochroma ingår i släktet Melaleuca och familjen myrtenväxter. Inga underarter finns listade i Catalogue of Life.